# Pedro Estevan
Pedro Estevan (* 9. Dezember 1951 in Sax/Alicante) ist ein spanischer Perkussionist, der vor allem als Spezialist für Perkussion im Bereich der Alten Musik hervorgetreten ist.

## Wirken
Estevan studierte Perkussionsinstrumente am Real Conservatorio Superior de Música de Madrid und vervollkommnete seine Ausbildung bei Sylvio Gualda, dem senegalesischen Meisterperkussionisten Doudou N’Diaye Rose und bei Glen Velez. Er trat mit Jazzbands auf und gründete Gruppen wie das Orquesta de las Nubes, Ranfonia und Pan-ku u. a. mit Maria Villa und Suso Saiz. Seit 1968 ist er Mitglied von Hespèrion XXI und Le Concert des Nations. Daneben unterrichtet er an der Escola Superior de Música de Catalunya.
Estevan trat mit Ensembles wie dem Orchestra of the 18th Century, Les Saqueboutiers de Toulouse, dem Paul Winter Consort, der Camerata Iberia, dem AnLeuT Ensemble, dem Ensemble Baroque de Limoges, The Harp Consort, dem Ensemble Kapsberger, Al Ayre Español, Orphénica Lyra und dem Orquesta Barroca de Sevilla auf, realisierte Radio- und Fernsehaufnahmen und wirkte an über einhundert CD-Produktionen, etwa von Los Otros oder Javier Paxariño, mit.